# Quas Vestro
Quas vestro è un breve apostolico di Papa Gregorio XVI pubblicato il 30 aprile 1841, con la quale il Pontefice si rivolge ai prelati ungheresi in merito ai matrimoni misti tra persone di fede cattolica e acattolici (definiti nel documento come eretici). 